# Bhutan na Letnich Igrzyskach Olimpijskich 2004
Bhutan na Letnich Igrzyskach Olimpijskich 2004 – występ reprezentacji Bhutanu na Letnich Igrzyskach Olimpijskich 2004.
Reprezentacja liczyła 2 zawodników, którzy wystąpili w jednej dyscyplinie – łucznictwie.
Był to szósty start reprezentacji Bhutanu na letnich igrzyskach olimpijskich.

## Wyniki reprezentantów Bhutanu

### Łucznictwo
Mężczyźni
- Tashi Peljor - 32. miejsce

Kobiety
- Tshering Chhoden - 32. miejsce[3]